# Metallura odomae
Metallura odomae е вид птица от семейство Колиброви (Trochilidae).

## Разпространение
Видът е разпространен в Еквадор и Перу.